# Copa dos Campeões Europeus da FIBA de 1984–85
A Copa dos Campeões Europeus da FIBA de 1984-85 foi a 28ª edição da principal competição europeia de clubes profissionais da Europa conhecida hoje como Euroliga. A final foi sediada no Paz e Amizade em Pireu na Grécia em 3 de abril de 1985. Na ocasião o Cibona Zagreb conquistou seu primeiro título europeu vencendo a equipe do Real Madrid por 87–78. 

## Fase preliminar
| Equipe 1           | Total  | Equipe 2               | 1.º jogo | 2.º jogo |
| ------------------ | ------ | ---------------------- | -------- | -------- |
| Achilleas Kaimakli | 99-286 | Maccabi Elite Tel Aviv | 43–143   | 56–143   |

## Primeira fase
| Equipe 1         | Total   | Equipe 2               | 1.º jogo | 2.º jogo |
| ---------------- | ------- | ---------------------- | -------- | -------- |
| CSKA Sofia       | 170-180 | Cibona Zagreb          | 97–91    | 73–89    |
| NMKY Helsinki    | 170-167 | Nashua EBBC            | 87–81    | 83–86    |
| Klosterneuburg   | 132-195 | Real Madrid            | 63–103   | 69–92    |
| Partizani Tirana | 164-181 | Vevey                  | 87–79    | 77–102   |
| Steaua București | 191-245 | Maccabi Elite Tel Aviv | 103–114  | 88–131   |
| Sunair Oostende  | 165-159 | Murray Edinburgh       | 76–80    | 89–79    |
| T71 Dudelange    | 114-320 | CSKA Moscou            | 60–161   | 54–159   |
| Solent Stars     | 198-225 | CSP Limoges            | 101–114  | 97–111   |
| SISU             | 147-287 | Banco di Roma Virtus   | 87–146   | 60–141   |
| Efes Pilsen      | 157-134 | Rudá hvězda Pardubice  | 80–62    | 77–72    |
| Honvéd           | 170-190 | Granarolo Bologna      | 93–94    | 77–96    |
| Lech Poznań      | 173-179 | Panathinaikos          | 86–83    | 87–96    |

## Segunda fase
| Equipe 1        | Total   | Equipe 2               | 1.º jogo | 2.º jogo |
| --------------- | ------- | ---------------------- | -------- | -------- |
| NMKY Helsinki   | 178-190 | Cibona Zagreb          | 83–88    | 95–102   |
| Vevey           | 153-163 | Real Madrid            | 74–84    | 79–79    |
| Sunair Oostende | 165-212 | Maccabi Elite Tel Aviv | 90–80    | 75–132   |
| CSKA Moscou     | 182-162 | CSP Limoges            | 101–93   | 81–69    |
| Efes Pilsen     | 130-163 | Banco di Roma Virtus   | 75-73    | 55–90    |
| Panathinaikos   | 155-183 | Granarolo Bologna      | 88–85    | 67–98    |

## Grupo semifinal
|  | As duas melhores equipes avançam para a Final. |

|    | Equipe                 | J  | Pts | V | D | PF  | PA  |
| -- | ---------------------- | -- | --- | - | - | --- | --- |
| 1. | Cibona Zagreb          | 10 | 17  | 7 | 3 | 881 | 826 |
| 2. | Real Madrid            | 10 | 17  | 7 | 3 | 933 | 874 |
| 3. | Maccabi Elite Tel Aviv | 10 | 16  | 6 | 4 | 861 | 878 |
| 4. | CSKA Moscou            | 10 | 14  | 4 | 6 | 823 | 819 |
| 5. | Banco di Roma Virtus   | 10 | 14  | 4 | 6 | 840 | 882 |
| 6. | Granarolo Bologna      | 10 | 12  | 2 | 8 | 840 | 899 |

## Final
Realizada em 3 de abril no Paz e Amizade em Pireu.
| Equipe 1      | Resultado | Equipe 2    |
| ------------- | --------- | ----------- |
| Cibona Zagreb | 87–78     | Real Madrid |

| Copa dos campeões europeus de 1984–85 Campeão |
| --------------------------------------------- |
| Cibona Zagreb 1º Título                       |